# Averau
L'Averau (talvolta anche detto Nuvolau Alto, Aeròu o Noulou outo in ladino) è una vetta delle Dolomiti Ampezzane alta 2.647 s.l.m..

## Caratteristiche
Si tratta della cima più elevata del Gruppo del Nuvolau, posto in provincia di Belluno, 3 km a sud-est del passo Falzarego e 2 km a nord del passo Giau. Circa un km a sud dell'Averau si trova il Nuvolau (m 2.575), che dà il nome all'intero gruppo, detto anche "Gruppo del Nuvolau-Averau", mentre poco a est del monte si trovano le Cinque Torri dell'Averau, una serie di torri dolomitiche dall'aspetto particolarmente slanciato e spettacolare.

## Rifugi

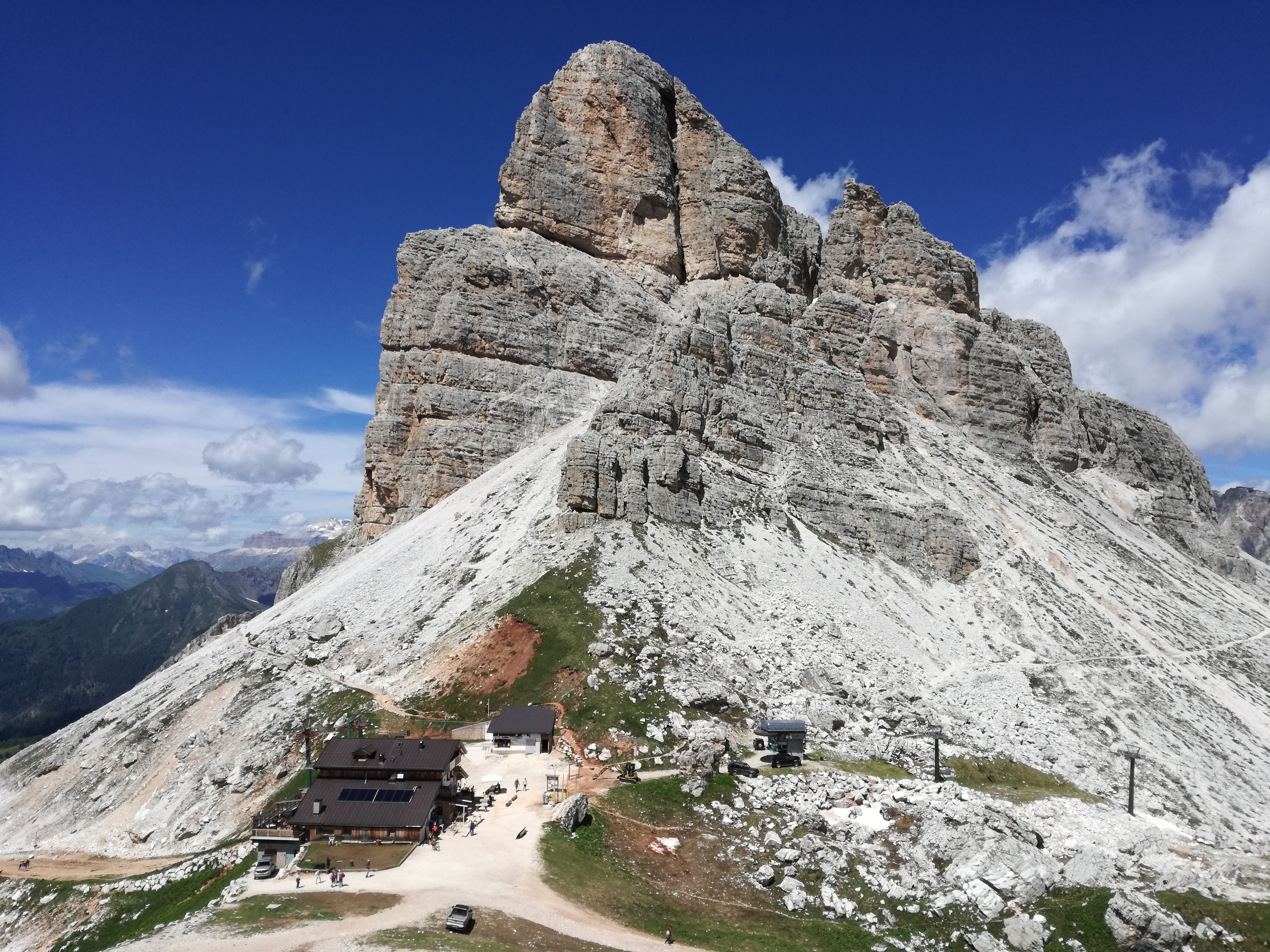
Forcella Nuvolau con il Rifugio Averau

Nei pressi del monte si trovano diversi rifugi alpini:
- Rifugio Averau, a quota 2413 m nella Forcella Averau, sul versante sud
- Rifugio Scoiattoli, a quota 2255 sul versante est sotto le Cinque Torri
- Rifugio Nuvolau, a quota 2575 sulla cima del Nuvolau
- Rifugio Cinque Torri, a quota 2137 sul versante nord-est

## Vie di salita
- Via normale (via ferrata - EEA)

La facile e breve ferrata che porta in vetta all'Averau è la via comune di salita alla montagna, nonché via di ritorno per chi salga tramite altri itinerari.
La ferrata percorre il versante est del monte, e con un breve tratto attrezzato con cavo (un passaggio caratteristico passa sotto ad un enorme masso incastrato, con l'ausilio dei pioli metallici) porta al grande catino ghiaioso che, percorso a piedi, conduce alla croce di vetta.
- Via Illing-Alverà (via alpinistica su roccia)

Questa via, che risale la maestosa parete sud-ovest, è molto apprezzata dagli alpinisti. L'itinerario, infatti, è molto frequentato e ben attrezzato.
La via risale dallo zoccolo basale (per la verità i primi salitori hanno attaccato più in basso, ma i primi tiri non meritano per la roccia di qualità scadente) la parete sud-ovest, dapprima lungo delle fessure, poi con un traverso esposto di IV grado superiore, ed infine lungo dei camini sotto la verticale della croce di vetta, ove sbuca la via.
Particolari tecnici:
- - Primi salitori: Albino Alverà, Ugo Pompanin, Ugo Illing, Armando Apollonio nel 1945
  - Difficoltà: IV, passaggi di IV+
  - Dislivello: 160 m
  - Sviluppo: 184 m
  - Tiri: 7
  - Roccia: Ottima
- Fessura sinistra (via alpinistica su roccia)

Bella via, un pelo più difficile, che offre una valida alternativa alla frequentata Illing.
La via risale un diedro nella zona sinistra della parete ovest, prima di una marcata cengia, per poi continuare più a destra per un sistema di fessure e diedri.
Particolari tecnici:
- - Primi salitori: U. Pomarici e R. Vedovato nel 1967
  - Difficoltà: IV+, un passaggio di V-
  - Dislivello: 170 m
  - Sviluppo: 205 m
  - Tiri: 6
  - Roccia: Ottima